# Dialeto genovês
Genovês é o dialeto mais importante das línguas ligurianas, e é falado em Gênova, principal cidade da Ligúria, região norte da Itália.

## Alfabeto
A a//Æ æ//B b//C c//Ç ç//D d//E e//Eu eu//F f//G g//H h//I i//J j//L l//M m//N n//O o//P p//Q q//R r//S s//T t//U u//V v//X x//Z z	

### Amostra de texto em genovês
Tytti i ommi nàscian libberi e pægi in dignitæ e drîti. Sun dutæ de raxun e de cunscensa e dêvan agî i-yn versu i-âtri inte'n spirritu de fraternitæ.
Tradução:
Todos os seres humanos nascem livres e iguais em dignidade e direitos. Eles são dotados de razão e consciência e devem agir um com o outro em espírito de fraternidade.
(Artigo 1 da Declaração Universal dos Direitos Humanos) 